# プシシェ (戯曲)
『プシシェ』（仏語原題：Psyché ）は、モリエールの戯曲。1671年発表。テュイルリー宮殿にて同年1月17日初演。

## 登場人物
- プシシェ…絶世の美女。王様の娘。
- アグロール…プシシェの姉。
- シディップ…同上。
- フローラ…花と春と豊穣を司る女神。フローラのこと。
- ヴィーナス…愛と美の女神。ウェヌスのこと。
- キューピッド…ヴィーナスの息子。
- ゼフィロス…キューピッドの下僕。
- プロゼルピーナ…地獄の女神。
- クレオメーヌ…プシシェに恋する王子。
- アジェノール…同上。
- 国王…プシシェ、アグロール、シディップの父親

## あらすじ

### 序幕
舞台は海の見える田舎。世界で最も偉大な王によって平和がもたらされたので、フローラとその側近たちはヴィーナスを地上に降りてくるように誘う。ヴィーナスは息子のキューピッドたちと地上に降りてくるが、激怒している。自分が人間にすっかり忘れ去られ、その代わりに人間の娘であるプシシェが自分よりも美しいと言われていることに我慢できない。ほかの女神たちが彼女の怒りを鎮めようと、慰めたり諭したりするが、全く耳を貸さない。ヴィーナスは「どんな人間よりも下卑ており、恐ろしい怪物」への熱烈な恋心をプシシェが抱くように、キューピッドに命令する。キューピッドはいやがるが、抵抗できない。

### 第1幕
舞台は大きな街。アグロールとシディップは、色んな国の王子たちが自分たちを無視して、プシシェにばかり恋心を抱くので激しく彼女に嫉妬していた。彼女たちは、プシシェの真似をして王子、クレオメーヌとアジェノールの気を惹こうとするが、彼らはプシシェ目当てにやってきたため、アグロールとシディップには関心がなく、失敗してしまう。そこへプシシェが登場。2人の王子は恋心を打ち明け、告白するが、彼らも振られてしてしまう。その代わりに、2人の姉を選んではどうかと彼らに提案し、姉と王子の全員から怒りを買ってしまうのだった。そこに神から言伝を預かってきた使者が登場。その言伝は「プシシェは山の頂上へ行き、そこにいる蛇の姿形を持つ、恐ろしい怪物と結婚せよ」という内容であった。

### 第2幕
言伝の恐ろしい内容を知ったプシシェの父、国王は神々のあまりにひどい仕打ちに悲しみを隠さずにはいられない。国王はこの言伝を無視してもよいとプシシェに言うが、彼女はめげることなく、運命に耐えることを受け入れる。国王の別れのあいさつの後、2人の姉が登場し、ともに頂上に残って最期を迎えようとするが、生きて父を支えるようにとプシシェは彼女たちに言うのだった。ところが2人の姉は、プシシェが自分たちを煙たがっているのだと勘違いして立ち去ってしまう。そこへ2人の王子も登場するが、彼らも同じようなことを言うのであった。プシシェが断ろうとしたそのとき、ゼフュロスが現れ、プシシェをさらっていってしまう。

### 第3幕
舞台は宮殿。ゼフュロスはプシシェの連れ去りに成功したことをキューピッドに報告する。キューピッドはヴィーナスの命令に反して、プシシェに恋をしてしまったのである。この宮殿は、キューピッドが恋を実らせるために作らせたもので、キューピッドが大人へと姿を変え、プシシェの前に現れると、プシシェは彼にひとめぼれしてしまう。この宮殿で一緒に暮らそうと彼女を誘うキューピッド。目の前の男がキューピッドとは知らぬまま、その申し出を受け入れたプシシェは、自分を失った悲しみで泣いている父と2人の姉を連れてきて、この喜びを知らせてやりたいと願う。はじめはその願いを聞き入れなかったキューピッドであったが、結局折れて、しぶしぶゼフュロスを向かわせ、2人の姉を連れて来るのだった。

### 第4幕
舞台は別の宮殿。連れてこられた2人の姉たちは、プシシェの新居となった宮殿を見て嫉妬し、彼女に訪れた幸せを壊そうとする。姉たちに相手の男（キューピッドのことである）が一体何者であるのか分からないと繰り返し吹き込まれ、疑心暗鬼に陥るプシシェ。結局姉たちはゼフィロスによって再び返されてしまうが、プシシェは自分の愛する男性の正体を知ろうと決意するのであった。正体を知られてしまうと2度と会えなくなってしまうので願いを聞き入れない代わりに、プシシェのためになら何でもすると誓うキューピッド。それでも食い下がるプシシェのために、仕方なく正体を打ち明け、キューピッドは消えてしまった。キューピッドが消えたと同時に宮殿も消え、その代わりに陰鬱な草原が現れた。プシシェはキューピッドの正体を知ろうとしたことを嘆き後悔し、川に身を投げようとするが、川の神に止められ、より一層の破滅を招くだけだと諭される。そこへ、ヴィーナスが現れる。彼女は、プシシェを地獄に送ってしまっう。カロンの小舟に乗って、プロゼルピーナからもらうようにヴィーナスに命じられた小箱を持って、地獄へ送られるプシシェ。

### 第5幕
プシシェは地獄で、2人の王子と出会った。プシシェの死を防げなかった(ゼフィロスにさらわれたことを勘違いした)ことに絶望して、岩から身を投げて自殺したのだという。彼らが言うには、プシシェの2人の姉も死んでしまったとのことであった。プシシェはキューピッドの愛を取り戻すためにさらに美しくなろうと、プロゼルピーナにもらった小箱を開けるが、有毒な霧に包まれ、死んでしまう。地獄に降りてきて、プシシェの死を嘆き悲しみ、赦しを与えるキューピッド。親の言いつけに背いたキューピッドを罰するために、ヴィーナスもそこへ現れるが、彼は自分の恋心を理解しないヴィーナスの残酷な仕打ちを忘れられず、助けを求めて、ジュピターを呼ぶ。ジュピターはキューピッドに味方し、プシシェは永遠の命を手に入れたのであった。

## 成立過程
本作は、コルネイユ、フィリップ・キノー、ジャン＝バティスト・リュリの協力のもとに完成した。テュイルリー宮殿にて1月17日に初演を終えた後、パレ・ロワイヤルにて7月24日に初演を迎えた。序幕のヴィーナスがキューピッドを伴って降りてくる場面や、第4・5幕の地獄の場面を表現するために、モリエールの劇団は多額の資金を投じて、パレ・ロワイヤルを改築した。宮廷でも絶賛されたが、このような派手な舞台演出がパリ市民にも受けたようで、興行成績は上々、大成功を収めた。

## 日本語訳
- 『プスィシェ』吉江喬松訳、改造社（改造文庫）、1939年[6]
- 『プスィシェ』吉江喬松 訳、（モリエール全集 第二卷 所収）、中央公論社、1934年[7]
- 『プシシェ』秋山伸子訳、（モリエール全集 第八巻 所収）、臨川書店、2001年